# Conomorphus
Conomorphus es un género de coleóptero de la familia Mycteridae.

## Especies
Las especies de este género son:
- Conomorphus annulipes
- Conomorphus apicalis
- Conomorphus bimaculatus
- Conomorphus brevicornis
- Conomorphus convexus
- Conomorphus dentiventris
- Conomorphus flavicornis
- Conomorphus gracilicornis
- Conomorphus paranensis
- Conomorphus pilosus
- Conomorphus rufescens